# Élection présidentielle colombienne de 1990
Le 27 mai 1990, une élection présidentielle a lieu en Colombie.

## Résultats

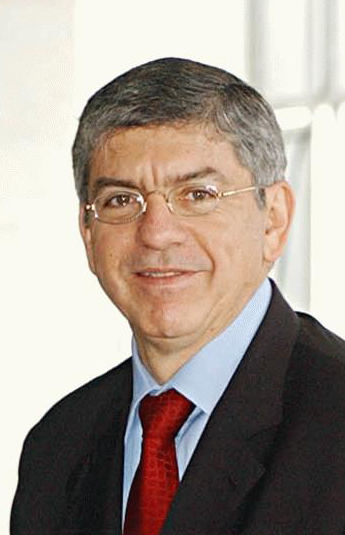
César Gaviria, élu président de Colombie pour la période 1990-1994.

À l'issue du scrutin, auquel prirent part 6 047 566 votants, César Gaviria est élu président de Colombie pour la période 1990-1994 avec 47,82 % des suffrages exprimés.
| Candidat                              | Parti                             | Voix      |
| ------------------------------------- | --------------------------------- | --------- |
| César Gaviria                         | Parti libéral                     | 2 891 808 |
| Álvaro Gómez Hurtado                  | Mouvement de salut national       | 1 433 913 |
| Antonio Navarro Wolff (es)            | Aliance Démocratique M-19         | 754 740   |
| Rodrigo Lloreda Caicedo (es)          | Parti conservateur                | 735 374   |
| Regina Betancourt de Liska (es)       | Movimiento Unitario Metapolítico  | 37 442    |
| Claudia Rodríguez de Castellanos (es) | Parti National Chrétien           | 33 645    |
| Óscar Loaiza                          | Parti Naturel                     | 9 468     |
| Luis Carlos Valencia Sarria           | Parti Socialiste des Travailleurs | 9 173     |
| José Agustín Linares Patiño           | Parti Démocrate Chrétien          | 8 148     |
| Guillermo Alemán                      | Movimiento Orientación Ecológica  | 7 429     |
| Jesús García                          | Movimiento Amor por Colombia      | 2 411     |
| Jairo Hugo Rodríguez León             | Movimiento Encuentro 88           | 996       |
| Vots blancs                           | Vots blancs                       | 77 727    |
| Total votes valides                   | Total votes valides               | 6 002 264 |
| Votes nuls                            | Votes nuls                        | 45 302    |
| Votants                               | Votants                           | 6 047 566 |